# Kelli Ali
Kelli Ali, pseudonimo di Kelli Dayton (Birmingham, 30 giugno 1974), è una cantante britannica che ha fatto parte del gruppo trip-hop Sneaker Pimps.

## Biografia
Abbandona presto gli studi per dedicarsi alla musica e lavora temporaneamente in uno studio di bellezza.
Kelli ha fatto parte del gruppo trip-hop Sneaker Pimps (all'epoca appariva col suo vero cognome Dayton), nel ruolo di voce solista.
Prima di unirsi agli Sneaker Pimps (gruppo che ha raggiunto il successo col singolo 6 Underground), Kelli cantava negli Psycho Drama, successivamente è entrata nei Lumieres (come compositrice, cantante e chitarra solista).
I Lumieres hanno anche inciso un singolo, Cinder Hearts. E proprio in un'esibizione live coi Lumiere che viene notata dai membri fondatori degli Sneaker Pimps. Kelli ascolta le registrazioni del gruppo e non vede una ragione precisa per dover entrare a farne parte, dato che Chris Corner e Liam Howe se la cavano benissimo anche senza di lei.
A quanto pare il manager degli Sneaker Pimps aveva imposto loro di suonare con una voce femminile e Kelli accetta. Viene così alla luce l'album Becoming X, che sforna diversi singoli di successo tra cui 6 Underground, Spin Spin Sugar, Post Modern Sleaze e Tesko Suicide.
Nel 1998, proprio prima della suddetta incisione del nuovo album, alla Ali viene chiesto inspiegabilmente di abbandonare il gruppo, in modo che Chris Corner possa prenderne il posto.
Nel 2001 con l'etichetta One Little Indian, Kelli incide Tiger Mouth (2003), che contiene hits come Sunlight In The Rain e Kids, suonata alla batteria dall'ex-Doors John Desmore. Partecipa quindi al tour coi Garbage. Nel 2004 esce Psychic Cat col musicista Tony O'Neill alle tastiere. Entrambi gli album sono catalogabili come dream-pop, ma nel secondo è più avvertibile un ritorno alle radici rock dell'artista.
Nel 2008 esce col suo nuovo album indipendente (prodotto assieme al suo partner Metso) Rocking Horse, al quale seguirà nel 2009 Butterfly, che contiene il singolo Willow's Song dal film cult horror The Wicker Man e la versione acustica della sua canzone Wings in Motion, dal suo debut album Tiger Mouth. Questi ultimi due lavori abbandonano completamente le atmosfere pop e trip-hop per concentrarsi su suoni più vicini ad un folk, completamente acustico di ispirazione fantasy.
L'8 novembre 2010 viene disponibile online il frutto della collaborazione col pianista compositore Christophe Terrettaz, conosciuto anche come Ozymandias. Il titolo dell'album "A Paradise Inhabited By Devils", è tratto dalla descrizione che la scrittrice Mary Shelley aveva dato alla città di Napoli. In effetti l'album è un concept che gira attorno a parte del lavoro della Shelley. Atmosfere d'opera gotica e minimalista permeano il lavoro e l'unico strumento utilizzato è il pianoforte. Notiamo per la prima volta nelle produzioni della Ali la presenza di brani strumentali.
Nel 2013 pubblica in forma indipendente il suo quinto album di inediti, Band Of Angels.

## Discografia

### Album
- 2003 - Tigermouth (One Little Indian Records)
- 2004 - Psychic Cat (One Little Indian Records)
- 2007 - Sweet Oblivion (Victor Entertainment,Inc.)[2]
- 2008 - Rocking Horse (One Little Indian Records)
- 2009 - Butterfly[3] (independently released, rielaborazioni acustiche dei brani di Rocking Horse)
- 2009 - A Paradise Inhabited By Devils (in collaborazione con Ozymandias)
- 2013 - Band Of Angels (independently released)

### Singoli
- 2003 - Inferno High Love
- 2003 - Teardrop Hittin' The Ground
- 2003 - Kids
- 2004 - Speakers/Voyeur
- 2004 - Hot Lips
- 2008 - What to Do/One Day at a Time
- 2009 - The Savages/Rocking Horse (Acoustic Version)/Willow's Song
- 2013 - Kiss Me Cleopatra

### Collaborazioni
- 1997 - Marilyn Manson - Long Hard Road Out of Hell
- 1999 - Marc Almond - Almost Diamonds
- 2000 - Satoshi Tomiie - Up in Flames
- 2000 - Satoshi Tomiie - Love in Traffic
- 2002 - Linkin Park - My<Dsmbr
- 2002 - Bootsy Collins - Play with Bootsy
- 2003 - The Dysfunctional Psychedelic Waltons - Payback Time
- 2003 - Millennia Nova - Transient Man
- 2006 - Paul Oakenfold featuring Brittany Murphy - Faster Kill Pussycat